# Go Hayama
Go Hayama (født 9. april 1993) er en japansk fodboldspiller, som spiller for den japanske fodboldklub FC Machida Zelvia.